# Comuna Solovii, Stara Vîjivka
Solovii (în ucraineană Солов`ї) este o comună în raionul Stara Vîjivka, regiunea Volînia, Ucraina, formată din satele Komarove, Nîți și Solovii (reședința).

## Demografie
Componența lingvistică a satului Solovii
     Ucraineană (99,9%)
     Alte limbi (0,1%)
Conform recensământului din 2001, majoritatea populației satului Solovii era vorbitoare de ucraineană (99,9%), existând în minoritate și vorbitori de alte limbi.